# Sega
Sega Holdings (на японски: 株式会社セガ), известна също и като Sega Corporation, Sega Enterprises, Service Games или просто SEGA, е международна компания, разработвала и произвеждала видеоигри и оборудване за тях от 1983 до 2001 г. След преструктуриране, на 31 януари 2001 г. обявява, че прекъсва производството на домашни игрални конзоли, променяйки фокуса си към разработка на игри за конзоли на други производители.
Главният офис на Sega Corporation се намира в Шинагава, Токио. Европейският филиал е разположен в Брентфорд, а филиалът за Северна Америка – в Сан Франциско. Sega Publishing Korea се намира в Сеул. Sega за Австралия и Европа извън Великобритания затварят врати на 1 юли 2012 г. Пласирането на продукти за Австралия се поема от Five Star Games, състоящо се предимно от съкратените служители от Sega Australia.

## Продукция
Конзоли:
- SG-1000
- Master System
- Game Gear
- Sega Mega Drive / Genesis
- Saturn
- Dreamcast

Компютри:
- SC-3000

Аркадни игрови автомати:
- Sega System 1
- Sega System 2
- Sega System E
- Sega System 16
- Sega System 18
- Sega System 24
- Sega System 32
- Sega System C2
- Sega Model 1
- Sega Model 2
- Sega Model 3
- Sega Titan Video
- Sega NAOMI
- Sega HIKARU
- Sega Chihiro
- Triforce
- Sega Lindbergh
- Sega Europa-R
- Sega RingEdge
- Sega RingWide